# G-TELP Writing
G-TELP Writing(영어: General Tests of English Language Proficiency Writing. 한국어: 지텔프 라이팅)은 국제 테스트 연구원(ITSC, International Testing Services Center)이 시행하는 영어 시험으로, 영어를 모국어로 하지 않는 수험자의 실용 영어 쓰기 능력을 양식, 문법, 어휘, 구성, 핵심도를 기준으로 평가한다. 

## 구성
약 30분 동안 진행되며, 5개 영역으로 구성되어 있다.
- Part 1 : Constructing a paragraph
- Part 2 : Composing a personal letter
- Part 3 : Composing a formal letter
- Part 4 : Describing a situation
- Part 5 : Writing an essay

## 활용 현황
대한민국의 경우, 서울특별시에 위치한 한국지텔프(영어: G-TELP Korea)가 대한민국 내 시험을 주관하며, 정기시험, 특별시험을 시행하고 있다. 평일 정기시험은 송파구에 위치한 지텔프 테스팅 센터(영어: G-TELP Testing Center)에서 진행되며, 일요 정기시험은 매월 전국에서 진행된다. 2021년 네이버와 협약을 통해, 대한민국 시험의 성적 보유자는 네이버 자격증 서비스를 통해 자신의 성적 및 발급 정보를 모바일로 확인할 수 있다.
Level 3 이상 보유 시 법무부의 '번역문 인증 사무지침'에 따라 객관적인 번역 인증 자격을 갖추게 되며, 국가전문자격 외국어번역행정사의 응시자격을 보유하게 된다.

## 같이 보기
- G-TELP
- G-TELP Speaking
- TOEIC Writing